# Pseudagrion flavipes
Pseudagrion flavipes là một loài chuồn chuồn kim trong họ Coenagrionidae.
Pseudagrion flavipes được Sjöstedt miêu tả khoa học năm 1900.